# Traudl Stark
Traudl Stark, eigentlich Gertraude Marianne Stark, verheiratete South, (* 17. März 1930 in Wien als Gertraude Marianne Münzel; † 14. Oktober 2021 in Tampa, Florida) war eine österreichische Kinderdarstellerin in den 30er Jahren.

## Leben
Die Eltern der im Wiener Brigittaspital als Gertraude Marianne Münzel unehelich Geborenen waren Siegfried Stark, ein Sekretär im Bundeskanzleramt, und Margarete Münzel. 1934 entdeckte sie Robert Reich auf der Wiener Messe anlässlich einer Kinoausstellung und setzte sie bei Werbe-Aufnahmen ein. Ihre erste Filmrolle erhielt sie 1935 in Fahrt in die Jugend. Die Eltern waren zu diesem Zeitpunkt bereits verheiratet. Der Vater führte stets die Vertragsverhandlungen bei den Filmengagements und die Mutter begleitete sie zu den Dreharbeiten. Das kleine Mädchen spielte in der Folge erfolgreich in vielen Filmen mit. Die Berliner Produktionsfirma Siegel-Monopol wollte sie mit unlauteren Mitteln der Wiener Mondial-Firma abwerben und es wurden deswegen sogar die Gerichte bemüht. Aufgrund des Krieges war an eine internationale Karriere nicht zu denken.
Nach dem Krieg war aus dem Kinderstar ein Teenager geworden, der sich nicht mehr für den Film interessierte. Ihre erste Liebe war Sepp, der einzige Sohn des Ottakringer Textilkaufmanns Lederhosen-Ziegler. 1945 bis 1947 spielte sie in Wien Theater, darunter auch einen Sketch mit dem jungen Heinz Conrads im Wiener Konzerthaus.
Am 22. November 1948 heiratete sie in der Kapelle des Spitals der Wiener Kaufmannschaft in Döbling den vier Jahre älteren US-amerikanischen Südstaaten-Farmer Jack Elliot aus Alabama und ging mit ihm nach Amerika. Das Spital beherbergte zu jener Zeit ein Lazarett und eine Reihe von amerikanischen Dienststellen. Die beiden hatten sich hier kennengelernt, Elliot war hier als Angehöriger der amerikanischen Besatzungsmacht, Stark arbeitete als Bürokraft für die Besatzer. Die Ehe wurde geschieden. Seit 1973 lebte Stark in Tampa, Florida. Sie heiratete erneut; Stark hatte vier Töchter und einen Sohn († 2001). Stark verstarb 2021 in Tampa und wurde auf dem Florida National Cemetery beigesetzt.

## Filmografie
- 1935: Fahrt in die Jugend
- 1935: Lockspitzel Asew
- 1936: Manja Valewska (Maria Walewska)
- 1936: Seine Tochter ist der Peter
- 1937: Liebling der Matrosen
- 1937: Peter im Schnee
- 1938: Prinzessin Sissy
- 1939: Mutterliebe
- 1940: Der Fuchs von Glenarvon